# Bossiaea
Bossiaea är ett släkte av ärtväxter. Bossiaea ingår i familjen ärtväxter.

## Bildgalleri

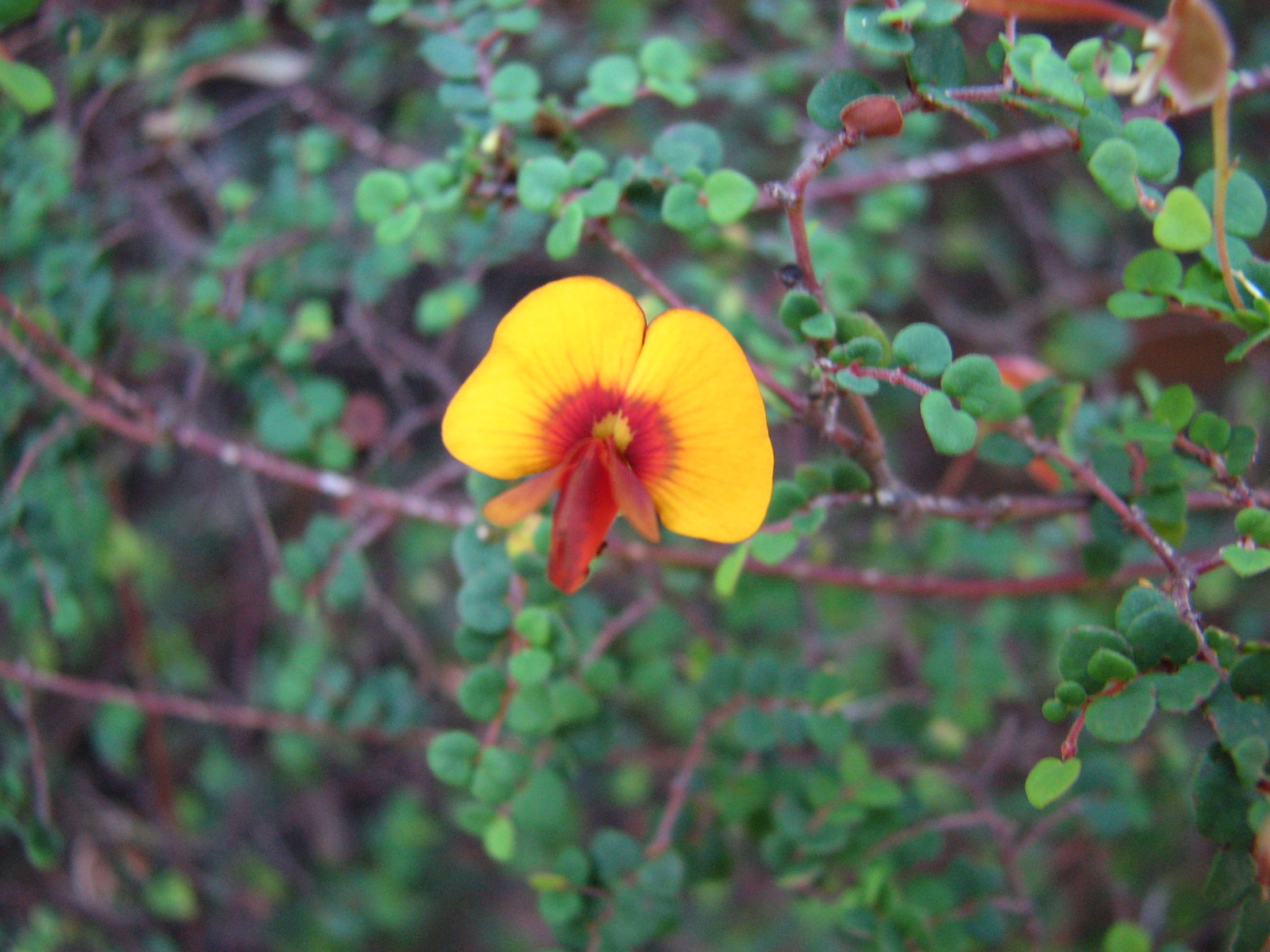
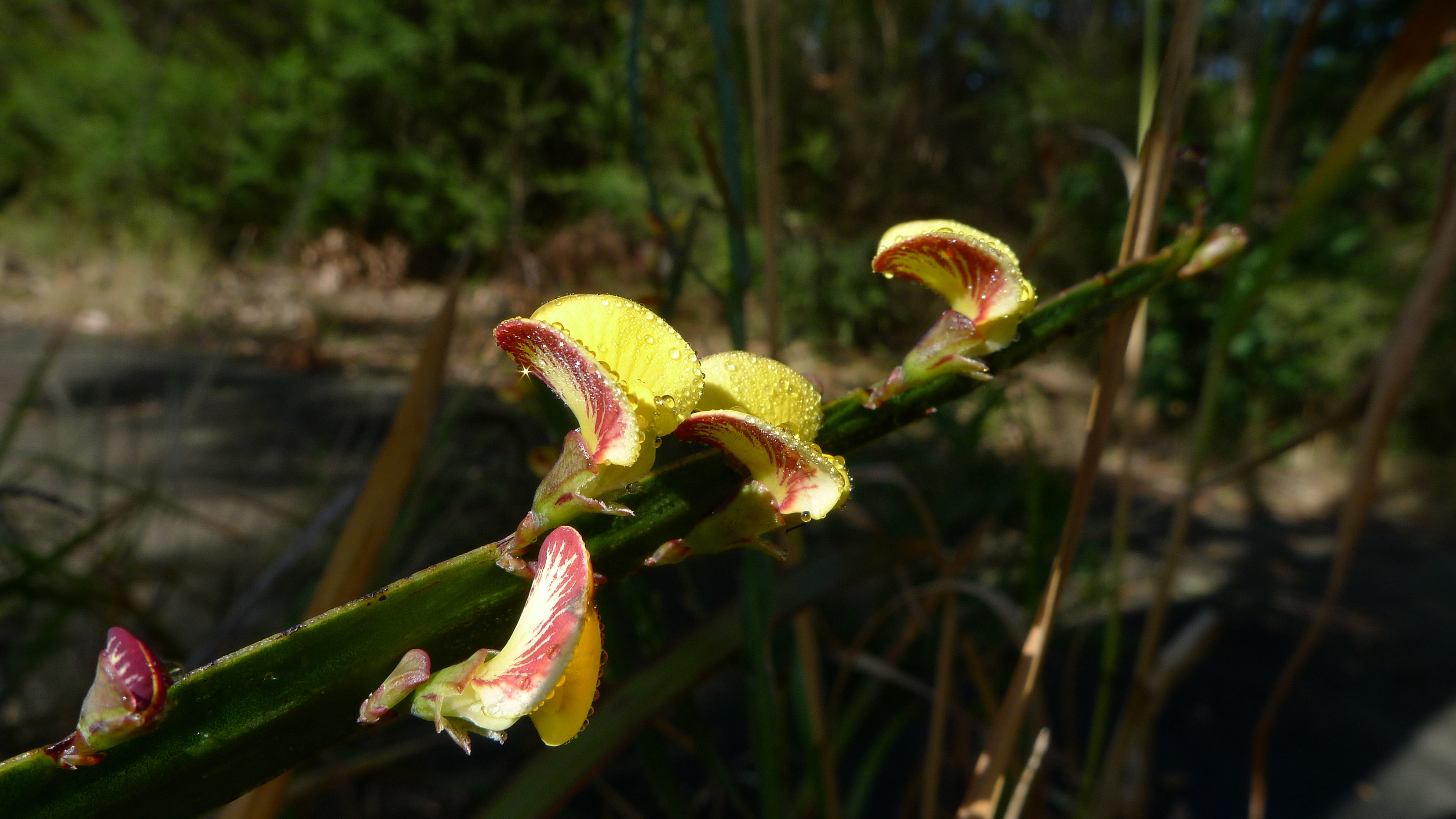
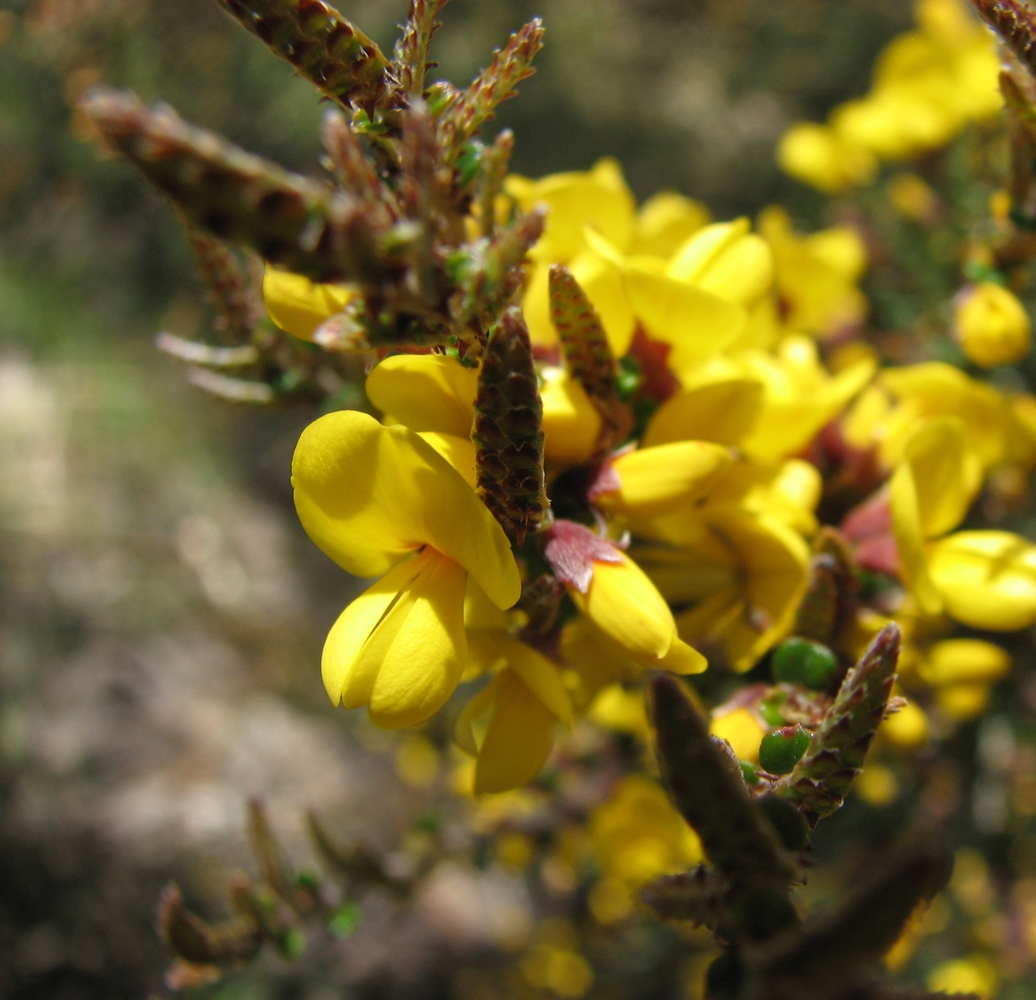

## Dottertaxa tillBossiaea, i alfabetisk ordning[1]
- Bossiaea aquifolium
- Bossiaea arenicola
- Bossiaea armitii
- Bossiaea bossiaeoides
- Bossiaea bracteosa
- Bossiaea brownii
- Bossiaea buxifolia
- Bossiaea carinalis
- Bossiaea cinerea
- Bossiaea concinna
- Bossiaea cordigera
- Bossiaea cucullata
- Bossiaea dentata
- Bossiaea disticha
- Bossiaea divaricata
- Bossiaea ensata
- Bossiaea eriocarpa
- Bossiaea foliosa
- Bossiaea halophila
- Bossiaea heterophylla
- Bossiaea kiamensis
- Bossiaea lenticularis
- Bossiaea leptacantha
- Bossiaea linophylla
- Bossiaea modesta
- Bossiaea neo-anglica
- Bossiaea obcordata
- Bossiaea oligosperma
- Bossiaea ornata
- Bossiaea oxyclada
- Bossiaea peduncularis
- Bossiaea praetermissa
- Bossiaea preissii
- Bossiaea prostrata
- Bossiaea pulchella
- Bossiaea rhombifolia
- Bossiaea riparia
- Bossiaea rosmarinifolia
- Bossiaea rufa
- Bossiaea rupicola
- Bossiaea scolopendria
- Bossiaea scortechinii
- Bossiaea spinescens
- Bossiaea spinosa
- Bossiaea stephensonii
- Bossiaea strigillosa
- Bossiaea walkeri
- Bossiaea webbii